# Alt Danzig
Alt Danzig var en tysk bosättning i den södra delen av Kejsardömet Ryssland, i dagens Ukraina. Namnet kommer från Danzig, Tyskland i dagens Polen. Alt, som betyder "gammal", särskiljer denna bosättning från Neu Danzig, en annan tysk bosättning i detta område inom Kejsardömet Ryssland. Den tyska kolonin Alt Danzig, som tillsammans med den än idag existerande byn Karlovka (ryska: Карловка) var kända under namnet Gamla Danzig, förenades i Krupskoe (ryska: Крупское) efter oktoberrevolutionen i Ryssland.

## Historia
Katarina II av Ryssland ville stabilisera det ryska kejsardömets gränsområden med en agrikulturell befolkning. För att göra detta rekryterade hon folk att flytta dit från Danzigområdet i Preussen. Migrationshandläggaren George von Trappe ledde de första bosättarna dit till Svarta havet, som bestod av 50 familjer. Han tog dem först med båt till Riga, för att sedan resa söderut till Krementjuk med vagn. Här delade gruppen och 29 familjer fortsatte till Elizabethgrad (dagens Kropyvnytskyi i Ukraina). År 1787 grundade de Alt Danzig omkring 15 km sydväst om marken som gavs till dem av prins Grigorij Potemkin. År 1803 hade bosättningen förlorat 10 familjer som hade lämnat platsen på grund av de svårigheter som hade ägt rum när de skulle lära sig att odla (alla hade tidigare varit hantverkare). Samtidigt anlände 10 nya pomoranska familjer, vars kunskap inom odling gav nytta till gemenskapen. Ett antal familjer från München anlände år 1841, följt av sju fler från Rohrbach i Bayern år 1842.
Ursprungligen kallades Alt Danzig bara för "Danzig" men när en syskonkoloni grundades av ett antal bybor från Danzig i närheten av Nikolajew, bytte den gamla byn namn till Alt Danzig och den nya byn namn till Neu Danzig.

## Geografi
Landet omkring Alt Danzig var högt och stenigt, vilket gjorde att det kunde torka. Gemenskapen planterade en liten skog på den sidan av floden som de ägde. Marken var lämplig till att odla korn och potatis. En lönsam vattenkvarn fanns på plats år 1848. Nötkreatur och får avlades också.
Det genomsnittliga årliga regnfallet i dagens region är omkring 475 mm (18,7 in). Den genomsnittliga temperaturen per 24 timmar i juli är 20,6 °C och i januari är den -5 °C.